# 金星特快車
金星快车（英語：Venus Express，VEX），是欧洲方面的首次对金星探勘任务，名称来源于定义、准备和发射该任务僅用了很短时间。主要承包商是法国图卢兹市的伊兹·阿斯特瑞姆公司。发射日期是2005年11月9日。发射器是欧洲/俄罗斯联合公司斯塔瑞森（Starsem）制造的联盟号飞船。发射质量1270千克，包括93千克轨道器有效载荷和570千克燃料。轨道器设备包括：金星监视照相机、空间等离子体和活性原子分析器等。宇宙飞船由位于德国达姆施塔特市的欧洲太空控制中心操纵。
2006年4月11日，欧洲空间局宣布，格林尼治时间8时07分，金星快车完成减速过程，顺利首次进入环金星椭圆形轨道。
4月14日，欧洲空间局公布了金星快车传回的首批金星图像。这些金星南极地区的图片是探测器4月12日在距离金星20万公里的环金星椭圆形轨道上由“紫外线、可见光和近红外线成像分光计”和“金星监测照相机”拍摄的。
6月27日，欧洲空间局宣布，科学家对金星快车发回的数据进行分析后确认，金星南极上空大气中存在着奇怪的双漩涡。
2014年11月可能沒有燃料而墜至金星，雖然曾于11月23日和11月30日尝试提高轨道高度但都失敗了，2014年12月16日宣布任務結束。

## 歷史
這個任務在2001年提出企劃，是重用火星特快車的計畫提出的。但是，一些任務上的特性導致設計上的變化：主要在熱工控制、通訊和電力等領域。例如，火星至太陽的距離幾乎是金星的兩倍，輻射對金星特快車的加熱四倍於火星特快車；同時，電離輻射的環境也更加嚴酷。另一方面，太陽能板會在更強的光照條件下提供電力。金星特快車任務使用了一些為羅塞塔太空船開發的備用儀器。這個任務的企劃是由D. Titov（德國）、E. Lellouch（法國）和F. Taylor（聯合王國）共同提出的。 
金星特快車的發射窗口開啟的時間在2005年10月23至26日，它的發射日期最初訂為2005年10月26日4:43（UTC。然而，為了檢查及清理出從Fregatg上層的絕緣體掉落至太空船上的小碎片的問題，導致發射延後了兩週。最後，它終於在2005年11月9日3:33:34UTC從哈薩克斯坦的拜科努爾航太發射場使用聯盟-FG/Fregat火箭發射，l小時36分後進入在地球軌道上的轉換軌道再發射前往金星的軌道。在2005年11月11日成功地進行第一次機動的軌道校正。它在航行了153天之後，於2006年4月11日抵達金星，在SCET07:10:29和08:00:42UTC兩度點燃主引擎，減緩它的速度，以便金星的重力可以捕獲它，進入400乘330,000（250乘205,050英里），週期9天的軌道。ESA在德國達姆施塔特的控制中心，ESOC，監控了這次的點燃。
進一步的軌道控制七度點燃引擎，兩次主引擎和五次加速器，以進入週期為24小時的環繞金星軌道。
金星特快車在2006年5月7日UTC進入目標軌道，當時太空船與地球的距離是151,000,000（94,000,000英里）。在此時，太空船運行的橢圓軌道比最初運行的軌道更為接近行星。極軌道的範圍介於金星上空250和66,000（160和41,010英里），近點幾乎就在北極點（北緯80度），以24小時的週期環繞這顆行星。
金星特快車在軌道上研究金星的大氣層和雲的細節、電漿環境和表面特徵，它也製作金星表面溫度的全球地圖。它原始的任務是在軌道上持續觀測500個地球日（大約2金星日），但已經三度延展其任務，分別是在2007年2月28日至2009年5月初、然後是2009年2月4日至2009年12月31日，最後是在2009年10月7日至2012年12月31日。
在2010年11月22日，任務時間又被延長至2014年。在2013年6月20日，又被延展至2015年，又額外的多工作約500地球日。
在2014年11月28日，控制中心與金星特快車失去了聯繫。在2014年12月3日又建立起間歇的聯繫，但是依然沒有法控制這艘太空船，而且燃料可能已經用罄。在2014年12月16日，ESA宣布金星特快車的任務已經結束。雖然依然可以收到太空船的載波訊號，但是沒有傳輸任何資料。任務經理派翠克．馬丁預測太空船在2015年1月初的軌道會低於150（93英里），然後在1月底或2月初會遭到破壞。在2015年1月18日ESA收到太空船最後的載波訊號。

## 儀器
ASPERA-4：是分析（"Analyzer）、太空（Space）、電漿（Plasmas）和激態原子（Energetic Atoms）等英文字首字母的所寫。"ASPERA-4" 研究在太陽風和金星大氣層的交互作用，確定電漿與大氣層撞擊的過程，確定電漿和中性氣體全球性的分布，研究高能中性原子、離子和電子，與分析金星附近的其它環境。ASPERA-4是設計用在火星特快車的ASPERA-3的再利用，但是適用於更嚴苛的金星環境。
VMC：是廣角、多頻道CCD的金星監視相機（Venus Monitoring Camera）。VMC是專為金星全球影像設計的。它可以在可見光、紫外線、和近紅外光的範圍下操作，映射出表面的亮度分布以尋找火山活動、監視氣輝分布和在地氣層頂未知的紫外線吸收現象，和其他的科學觀測研究。它是由火星特快車的高解析度立體相機（HiRISE ）和羅塞塔號的光學、光譜和紅外遠程成像系統（OSIRIS）各一部分的組合。這個相機包括FPGA的預先處理影像系統，減少了需要傳送到地球的資料。負責VMC的共同合作機構包括馬克斯·普朗克太陽系研究所、德國航空航太中心的太陽系行星研究所、和布勞恩斯魏克技術大學的電腦和通信網路工程研究所。不要與安裝在火星特快車的VMC（Visual Monitoring Camera）混淆，它是從那而發展出來的。

### 磁強計
MAG：磁強計是設計來測量金星的磁場強度和它的方向，以及受到太陽風和金星自身的影響。它映射磁層鞘、磁層尾、電離層和磁勢壘的三維高解析，協助ASPERA-4研究太陽風與金星大氣層的交互作用，確認電漿區域的邊界和執行對行星的觀測（像是搜尋和鑑定金星的閃電）。MAG是源自羅塞塔登陸器菲萊的儀器：ROMAP。

## 科學

### 金星的氣候
在行星系統的早期，有著與地球相似的大小和化學成分，但金星和地球的歷史有著壯觀的分流。希望金星特快車的資料能夠做出貢獻，不僅是對金星大氣層的構成獲得深入的理解，更希望能理解導致目前溫室大氣條件的變化。這種理解可能導致影響對地球氣候變化研究。

### 尋找地球的生命
金星快車也被用來從金星軌道觀察地球上的生命跡象。這個計畫得到的影像，地球的影像小於一個像素，以模仿觀察其它太陽系行星的大小。這些觀察被用來發展研究系外行星適居性的方法。

## 重要的事件和發現
金星特快車的重要事件包括：
- 2005年8月3日：金星特快車在法國圖盧茲的Astrium完成最後階段的測試。由一架安東諾夫安-124貨機載運，飛經莫斯科於8月7日前抵達拜科努爾。
- 2005年8月7日：金星特快車拜科努爾發射場的飛機場。
- 2005年8月16日：完成首次飛行驗證實驗。
- 2005年8月22日：綜合系統測試-3。
- 2005年8月30日：成功啟動最後的主要系統測試。
- 2005年9月5日：電器科學測試成功。
- 2005年9月21日：進行燃料準備審查。
- 2005年10月12日：與Fregat完成組合。
- 2005年10月21日：檢查到有效酬載內部受到汙染，發射遭到擱置。
- 2005年11月5日：安置在發射台上。.
- 2005年11月9日：於03:33:34 UTC從拜科努爾發射場發射。
- 2005年11月11日：成功執行第一次機動修正彈道。
- 2006年2月17日：主要發動機在抵達前的發射測試成功[22]。
- 2006年2月14日：成功執行第二次的彈道機動修正。
- 2006年3月29日：為4月11日進入目標的軌道，成功執行第三次的彈道機動修正。
- 2006年4月7日：在太空船上載入插入軌道的指令堆疊。
- 11 April 2006年4月11日：根據下列的時程表成功完成金星軌道插入（Venus Orbit Insertion，VOI）[23]：

| 事件             | 太空船事件時間 (UTC) | 地面收到時間(UTC) |
| ---------------- | -------------------- | ----------------- |
| 液態設定階段開始 | 07:07:56             | 07:14:41          |
| VOI主引擎啟動    | 07:10:29             | 07:17:14          |
| 經過近心點       | 07:36:35             |                   |
| 食開始           | 07:37:46             |                   |
| 掩蔽開始         | 07:38:30             | 07:45:15          |
| 掩蔽結束         | 07:48:29             | 07:55:14          |
| 食結束           | 07:55:11             |                   |
| VOI燃燒結束      | 08:00:42             | 08:07:28          |
此初始軌道週期為9天。
- 2006年4月13日：金星特快車釋出第一張影像。
- 2006年4月20日：執行第一次降軌操作，軌道週期為40小時。
- 2006年4月23日：執行第二次降軌操作，軌道週期為25小時43分。
- 2006年4月26日：將之前的降軌程序略為修改，執行第三次降軌操作。
- 2006年5月7日：在13:31 UTC，金星特快車進入目標軌道。
- 2006年12月14日：完成南半球的第一張溫度圖[來源請求]。
- 2007年2月27日：歐洲太空總署同意延展基礎任務至2009年5月[來源請求]。
- 2007年9月19日：原計畫任務結束（500地球日），開始執行延展任務。
- 2007年11月27日：在《科學》雜誌自然上發表一系列初步澳查結果的論文。他發現過去有海洋的證據，證實金存在著閃電，而且比地球上更為常見。它也發現在南極有巨大的雙極地渦漩[24][25]。
- 2008年5月20日：在2008年5月出刊的 天文與天體物理學報上報導金星特快車在金星大氣層中發現羥基（OH）[26]。
- 2009年2月4日：ESA同意基礎任務再延長至2009年12月31日[來源請求]。
- 2009年10月7日：ESA同意基礎任務再延長至2012年12月31日[來源請求]。
- 2010年11月23日：ESA同意基礎任務再延長至2014年12月31日[來源請求]。
- 2011年8月25日：報導金星的大氣層上層存在一層臭氧[27][28]。
- 2012年10月1日：報導在金星的大氣層中可能存在一層突然沉澱的低溫乾冰[29]。
- 2014年6月18至7月11日：成功的執行大氣剎車實驗[30][31]。
- 2014年11月28日：任務控制中心與金星特快車失去連繫

。
- 2014年12月3日：建立間歇性接觸，確定航太器可能缺乏推進劑[13]。
- 2014年12月16日：ESA宣布金星特快車的任務結束[7]。
- 2015年1月18日：最後一次接收到金星特快車X頻道的載波訊號[1]。

## 進階讀物
- Dambeck, Thorsten.  (PDF). MaxPlanckResearch. 2009, (4): 26–33  [2015-12-23]. B56133. （原始内容存档 (PDF)于2016-03-03）.

## 外部連結
- 歐洲太空總署的金星特快車任務頁面 （页面存档备份，存于）
- 歐洲太空總署太空船指揮所的金星特快車任務頁面 （页面存档备份，存于）
- NASA的太陽系探測金星特快車任務簡介